# Carrer del Castell (Falset)
El Carrer del Castell és una via pública de Falset (Priorat) protegida com a Bé Cultural d'Interès Local.

## Descripció
Carrer que comunica la plaça d'Àngel Marquès amb el castell de Falset. El carrer, també conegut com a Bonaventura Pascó, és estret i amb pendent. El carrer està situat dins el nucli antic de Falset i s'hi poden veure alguns edificis que conserven portals adovellats d'arcs de mig punt com Can Pascó, situat al número 3 o amb llinda plana com Can Rué, al número 10.